# Santana (Sveti Toma i Princip)
Santana (ponekad i Sant'Ana, Sveta Ana) naselje je na otoku Sveti Toma, u afričkoj državi Sveti Toma i Princip. Sjedište je okruga Cantagalo. Nalazi se na istočnoj obali otoka, desetak kilometara južno od São Toméa. Stanovništvo se bavi ribarstvom, uzgojem kakaovca i banana te turizmom (turističko naselje "Club Santana"). Kilometar od obale nalazi se prepoznatljivi Ilhéu de Santana (otočić Santana).
Godine 2001. Santana je imala 6.228 stanovnika, čime je bila treće po brojnosti naselje u državi.